# Sphecodes bruchi
Sphecodes bruchi là một loài Hymenoptera trong họ Halictidae. Loài này được Schrottky mô tả khoa học năm 1906.